# Lauberhorn
Lauberhorn är ett berg på gränsen mellan kommunerna Lauterbrunnen och Grindelwald i kantonen Bern i Schweiz. Det är beläget i Bernalperna, cirka 55 kilometer sydost om huvudstaden Bern. Lauberhorn ligger mellan Wengen och Grindelwald, norr om Kleine Scheidegg. Toppen på Lauberhorn är 2 472 meter över havet. Nedför berget körs årligen det alpina skidloppet Lauberhornrennen.